# 比拉-罗多纳
比拉-罗多纳，是西班牙加泰罗尼亚塔拉戈纳省的一个市镇。总面积33平方公里，总人口1001人（2001年），人口密度30人/平方公里。